# Propyläen Weltgeschichte

Propyläen Weltgeschichte

 Die Propyläen Weltgeschichte (Untertitel: Eine Universalgeschichte von den Anfängen bis zur Nachkriegszeit) ist ein deutschsprachiges, von Golo Mann, Alfred Heuß und August Nitschke herausgegebenes Standardwerk der Geschichte, erschienen im Propyläen-Verlag zwischen 1960 und 1965 in zwölf Bänden. Eine 1986 erschienene und in Folgejahren noch mehrmals aufgelegte „Sonderausgabe“ umfasst nur die Bände 1 bis 10 und enthält nicht die Farbtafeln und Faksimile-Beilagen sowie nicht alle Landkarten, dafür aber zusätzlich eine bis 1985 weitergeführte Universalgeschichte in Stichworten.
1999 erschien die Propyläen Weltgeschichte auch in elektronischer Form auf CD-ROM (Digitale Bibliothek Band 14, ISBN 3-89853-114-7). In dieser Zusammenstellung sind die Inhalte der Originalausgabe vollständig wiedergegeben und um die neue Schlußbetrachtung der Zweitausgabe von 1986 von Golo Mann sowie die weitergeführte Universalgeschichte in Stichworten ergänzt.
Bereits in den 1920/1930er Jahren (zehn Bände) und Anfang der 1940er Jahre (vier von geplanten sechs Bänden) waren je eine Propyläen Weltgeschichte erschienen.

## Propyläen Weltgeschichte (erschienen 1960–1965)

### Autoren und Konzeption des Werkes
Heuß betreute in der Neufassung die Bände zum Altertum, Nitschke zusammen mit Mann die zum Mittelalter und Mann die zur Neuzeit. An der Propyläen Weltgeschichte wirkte eine Vielzahl angesehener Forscher aus unterschiedlichen Fachdisziplinen mit, die jeweils Beiträge für die einzelnen Bände verfassten. Zu nennen sind unter anderem:
- als Autoren zur Historischen Anthropologie: Helmuth Plessner und Adolf Portmann
- als Autoren zum Altertum: Wolfram von Soden, Siegfried Morenz, Franz Altheim, Wilhelm Hoffmann, Jochen Bleicken, Berthold Rubin und Olof Gigon
- als Autoren zum Mittelalter: Gustav Edmund von Grunebaum, Montgomery Watt, Arno Borst, Herbert Grundmann, Hermann Trimborn, Wolfgang Bauer und Walther Heissig
- als Autoren zur Neuzeit: Adam Wandruszka, Fritz Schalk, Michael Mann, Robert R. Palmer, Richard Nürnberger, Richard Benz, Arcadius Rudolf Lang Gurland, Max Rychner, Theodor H. von Laue, Herschel Webb, Pierre Bertaux, Alfred Verdross, Heinrich Lutz und Geoffrey Barraclough
- als Autoren zur Zeitgeschichte: Hans Herzfeld, Robert Nöll von der Nahmer, Karl Dietrich Bracher, Wolfgang Franke, Janheinz Jahn, Götz Briefs, Hans Freyer, Raymond Aron, Gabriel Marcel und Carlo Schmid
- als Autoren zur Wissenschaftsgeschichte: Walther Gerlach, Hans Kienle, Wolfgang Bargmann und Alfred Weber.

Sowohl Heuß als auch Nitschke und Mann verfassten ebenfalls selbst mehrere Beiträge.
Im Gegensatz zu zuvor üblichen Darstellungen lösten sich die Herausgeber und Autoren vom eurozentrischen Denken und der Konzeption einer einheitlichen linearen Geschichtsentwicklung, zugunsten eines pluralistischen und fortschrittsungläubigen Denkens. Wegweisend war auch die Einbeziehung der Kulturgeschichte, der Religionsgeschichte und der Wissenschaftsgeschichte.
Auch wenn das Werk in manchen Bereichen durch neuere Forschungsergebnisse überholt worden ist, stellt es immer noch einen der wenigen Versuche dar, Weltgeschichte einem allgemein historisch interessierten Publikum zu vermitteln. Mehrere Beiträge, wie beispielsweise die von Heuß, genießen bis heute einen recht guten Ruf.

### Gliederung
- Band 1: Vorgeschichte – Frühe Hochkulturen
- Band 2: Hochkulturen des mittleren und östlichen Asiens
- Band 3: Griechenland – Die hellenistische Welt
- Band 4: Rom – Die römische Welt
- Band 5: Islam – Die Entstehung Europas
- Band 6: Weltkulturen – Renaissance in Europa
- Band 7: Von der Reformation zur Revolution
- Band 8: Das neunzehnte Jahrhundert
- Band 9: Das zwanzigste Jahrhundert
- Band 10: Die Welt von heute
- [Band 11:] Summa historica
- [Band 12:] Bilder und Dokumente zur Weltgeschichte

## Propyläen Weltgeschichte (erschienen 1929–1933)
Herausgeber: Walter Goetz
Gliederung
- Band 1: Das Erwachen der Menschheit
- Band 2: Hellas und Rom / Entstehung des Christentums
- Band 3: Das Mittelalter (400–1250)
- Band 4: Das Zeitalter der Gotik und Renaissance (1250–1500)
- Band 5: Reformation und Gegenreformation (1500–1660)
- Band 6: Das Zeitalter des Absolutismus (1660–1788)
- Band 7: Revolution und Restauration (1789–1848)
- Band 8: Liberalismus und Nationalismus (1848–1890)
- Band 9: Die Entstehung des Weltstaatensystems
- Band 10: Das Zeitalter des Imperialismus (1890–1933)
- Registerband

## Die Neue Propyläen Weltgeschichte (erschienen 1940–1943)
Geplant waren sechs Bände, erschienen sind vier Bände.
Herausgeber: Willy Andreas
Gliederung
- Band 1: Urgeschichte des Menschen, Frühzeit der Völker, Reiche des Altertums
- Band 2: Der Aufstieg des Germanentums und die Welt des Mittelalters
- Band 3: Das Zeitalter der Entdeckungen, der Renaissance und der Glaubenskämpfe
- Band 5: Die Alte und die Neue Welt im Zeichen von Revolution und Restauration

geplant, aber nicht mehr erschienen:
- Band 4: Der Absolutismus in Europa und die Umgestaltung der überseeischen Welt
- Band 6: Nationalitätenbewegung und Imperialismus, Weltkrieg und neueste Zeit

## Bibliographische Angaben
- Propyläen Weltgeschichte. Eine Universalgeschichte von den Anfängen bis zur Nachkriegszeit. 12 Bände. Propyläen-Verlag, Berlin 1960–1965.
- Propyläen Weltgeschichte. Hrsg. von Walter Goetz. 10 Bände. Propyläen-Verlag, Berlin 1929–1933.
- Die Neue Propyläen Weltgeschichte. Hrsg. von Willy Andreas. 4 von geplanten 6 Bänden. Propyläen-Verlag, Berlin 1940–1943.